# Club Deportivo Macará
El Club Deportivo Macará , más conocido como Macará, es una entidad deportiva ecuatoriana con sede en la ciudad de Ambato. Fue fundado el 25 de agosto de 1939, por un grupo de estudiantes del Colegio Nacional Bolívar. Actualmente participa en fútbol masculino y femenino, aunque también ha competido a nivel profesional y amateur en baloncesto, natación, tenis de mesa, entre otras disciplinas. Su plantel masculino se desempeña en la Serie A de Ecuador; su plantel femenino, en la Súperliga Femenina de Ecuador.
Por ser el equipo más popular de la ciudad, es apodado como el «Ídolo Ambateño». Por tal motivo, y también por ser uno de los clubes más antiguos de la urbe, es conocido también como «Viejo y Querido». En cuanto a los logros deportivos, su mayor proeza es el tercer lugar en el Campeonato Ecuatoriano de Fútbol 2019. No obstante, ha logrado varios títulos en divisiones menores, siendo el tercer equipo más laureado de la Serie B, con cinco títulos. Su mayor rivalidad es con el Club Deportivo Técnico Universitario, al ser ambos los dos equipos más populares de Ambato y la Provincia de Tungurahua, juntos protagonizan el Clásico Ambateño. También tiene gran rivalidad con Centro Deportivo Olmedo, el equipo más popular de Riobamba, ciudad muy cercana a Ambato; ambas escuadras disputan el Clásico Interandino.
El club juega sus partidos de local en el estadio Bellavista, donde comparte localía con Técnico Universitario. El estadio tiene una capacidad de 16.467 personas y es propiedad de la Federación Deportiva de Tungurahua. Su centro de entrenamientos es el Complejo Deportivo La Providencia, localizado en el Cantón Tisaleo.

## Historia
En el mes de julio de 1939, un grupo de estudiantes del Colegio Nacional Bolívar, Eduardo Jurado, Vicente Álvarez, Fierro, Chimborro Rodríguez, Navas, Panguaco Martínez, Echeverría, Eduardo Ortiz, Vicocho Guevara, César Agila, campeones de básquet del rojo y negro, como reacción a no ser tomados en cuenta en la selección de la provincia, en reuniones realizadas en el parque Montalvo.
Posteriormente, en el mes de agosto de ese año y en conversaciones mantenidas con el capitán del Ejército Galo Molina (familiar del señor Eduardo Khalifé), quien hizo guarnición en el cantón Macará de la provincia de Loja, se manifestaron por este nombre de manera unánime y fue así como surgió Macará, inicialmente con las disciplinas de básquet, tanto masculino como femenino, natación y ping pong.
Su fecha oficial de fundación es el 25 de agosto de 1939, en el parque Montalvo en Ambato. Sus fundadores: Eduardo Jurado, Edison Constante, Vicente Álvarez, Fierro, Chimborro Rodríguez, Navas, Panguaco Martínez, Echeverría, Eduardo Ortiz, Vicocho Guevara, César Mancheno, Eduardo Khalifé, Roberto Rodríguez, Eduardo Ortiz, Juan Navas, Francisco Dalmau, Ernesto Núñez, Guillermo Porras, Rodrigo Torres, Humberto Núñez, Oliverio Mancheno, Juan Mosquera, Alfredo Auz, Cristóbal Alfredo Abril, Daniel Altamirano, Gilberto Mayorga, Carlos Rafael Martínez, Carlos Zambrano, Antonio Vargas, Luis Tricheri y Carlos Rodríguez.
FUNDADORES:
- Eduardo Jurado
- Edison Constante
- Eduardo Khalifé
- Roberto Rodríguez
- Eduardo Ortiz
- Juan Navas
- Luis A. Escobar
- Francisco Dalmau
- Ernesto Núñez
- Vicente Álvarez
- Fierro
- Chimborro Rodríguez
- Navas
- Panguaco Martínez
- Echeverría
- Eduardo Ortiz
- Vicocho Guevara
- César Mancheno
- Guillermo Porras
- Rodrigo Torres
- Humberto Núñez
- Oliverio Mancheno
- Juan Mosquera
- Alfredo Auz
- Cristóbal Alfredo Abril
- Daniel Altamirano
- Gilberto Mayorga
- Antonio Vargas
- Guillermo Tricceri
- Carlos Rafael Martínez
- Carlos Rodríguez

La designación de Presidente se produce debido a que del grupo no podían elegir a uno, y deciden invitar a Jorge Vicente Álvarez Saa y le proponen la Presidencia, y la Vicepresidencia le designan a Eduardo Jurado.
UNIFORME:

Confección:

Señor: Homero Ortiz
Camiseta:

Celeste con dos franjas blancas siendo la del centro de mayor tamaño. Cuello y puños blancos
Pantaloneta:

Azul celeste
Medias:

Plomas
Exterior:
Habano, casi blanco con celeste

Sello en la parte de atrás y letras
Sello:

Celeste con blanco
- Celeste: Color del cielo, con proyección a la eternidad
- Blanco: Paz, con un mensaje de la juventud al mundo

Primer equipo de básquet:

Eduardo Jurado, Vicente Álvarez (entrenador), Fierro, Chimborro Rodríguez, Navas, Panguaco Martínez, Echeverría, Eduardo Ortiz, Vicocho Guevara, César Manchego
Primer equipo, 1939
- Arqueros: Carlos Rodríguez y Guillermo Tricceri.
- Defensas: Luis Echeverría, Carlos Escobar y Alfredo Auz.
- Volantes: Cristóbal Antonio Abril, Carlos Ortiz, César Mata y Augusto Arboleda.
- Delanteros: Carlos Rafael Martínez, Oliverio Mancheno, Eduardo Ortiz, Ernesto Guevara y Humberto Núñez.

Realizan partidos frente a: 
- Selección del Colegio Nacional Bolívar
- Selección de sexto curso del Colegio Nacional Bolívar
- Selección de la Quinta Normal
- Selección de quinto curso del Colegio Bolívar

Así comienza la historia de Macará, el equipo del inolvidable Neptalí "Ñato" Barona. Tantos años de historia por donde han pasado cientos de jugadores, entrenadores y directivos.
Es uno de los clubes de mayor tradición en el fútbol ecuatoriano. Jugó su primera participación en el campeonato nacional en 1960. En 1968, desciende por primera vez a Segunda Categoría y aunque su retorno fue inmediato, desde esa época, son frecuentes sus ascensos y descensos de categoría, incluso, bajando nuevamente a la Serie B en 1974, después a Segunda Categoría en los años 1974, 1977 y 1982, luego subiendo a la Serie B en 1975 y 1979 y finalmente subiendo al balompié rentado en 1985 después de casi 12 años. Sin embargo, de aquello y de no haber podido clasificar a una Copa Libertadores, de sus filas han surgido jugadores importantes, así como han llegado al club reconocidas figuras del fútbol nacional e internacional. Entre los futbolistas ecuatorianos mucho se recuerda con la camiseta celeste a Marco “Rivelino” Constante, jugador de garra, bríos y habilidad. En su época, mediados de los sesenta y primeros años de los setenta, fue considerado el jugador símbolo de los guaytambos. Incluso fue seleccionado preolímpico del Ecuador en 1968 y pretendido por importantes equipos como Emelec y Barcelona. Fue uno de los protagonistas en la gran campaña de 1972, donde Macará quedó en cuarto lugar, detrás de Emelec, El Nacional y Barcelona. En la última fecha, los celestes vencieron en Quito al América por 3-1, con goles de Estupiñán, Suárez y Constante y aquello motivó que la hinchada les brinde un recibimiento nunca antes visto, incluso saliendo a recogerlos a Latacunga. Posteriormente, continuó su carrera en Aucas.
Entre los arqueros de esa época, está Zaracho, de buenas condiciones; Mario Peralta, el héroe del retorno de Macará a primera, al atajar dos penales a Politécnico en la final de ascenso de 1975. También, Vicente “Suicida” Nájera, quien fue considerado por la prensa de Tungurahua, el mejor futbolista de su tierra en 1974. Guardameta de buena talla, elasticidad y arrojo; iba a todos sin temer a nada ni a nadie. El volante de ataque Enrique “Tarzán” Garrido, jugador fuerte, entrador, había jugado en el Deportivo Quito, camiseta con la que quedó campeón en 1968 y desde 1970, se convirtió en uno de los pilares del Macará. El zaguero paraguayo Gaspar “El León” Agüero, de 1,85 m de estatura, proveniente del Olimpia del Paraguay, con toda la estampa y estilo del bravo defensor guaraní. Seguro, enérgico, con buena salida desde atrás, manejando con oficio la línea de fondo, entregándose de lleno en cada partido y siendo poseedor de una buena estatura; imponía su presencia en el juego aéreo. En un partido en el Modelo frente a Emelec en 1972, fue poco menos que impasable, siendo la figura del empate a 0 goles en ese juego. Junto a él, alternaba el esmeraldeño Fausto “La Mole” Rodríguez, de sólidas condiciones físicas y técnicas; fue uno de los primeros laterales en marcar y llegar con potencia al campo rival. En el medio campo, sobresalían otros dos extranjeros, el argentino Casiano Suárez y el paraguayo Miguel Ángel Paiva, de buenas condiciones y vocación ofensiva. Pero, sin duda, los mejores aportes surgidos del ídolo ambateño, fueron los delanteros Rómulo Dudar Mina e Ítalo Estupiñán.
Rómulo “El Dinamitero” Mina, fue goleador del torneo nacional de 1970 con 19 goles. Era un verdadero cañonero, jugaba de puntero zurdo, elástico, hábil, jugaba colectivamente pero, en lo individual era muy rápido, no privilegiaba el desborde, sino más bien para cortarse en el área, filtrarse entre los defensores para disparar o cabecear, tenía el gol entre ceja y ceja y en todos los equipos donde participó, siempre era una alternativa de gol. Lo hizo en Aucas, Barcelona, Bonita Banana entre otros planteles. En todos lució, inclusive en el ídolo del astillero; donde a pesar de no haberse consolidado como una gran figura, se recuerdan grandes tardes donde inflaba las redes. Su nombre consta entre los diez goleadores históricos de los campeonatos nacionales.
Ítalo Estupiñán, fue otro devorador del área; por ello su apelativo de “Gato salvaje”. Con apenas 20 años conformó en las temporadas 1971 y 1972, una dupla endiablada con Mina, al punto que fue convocado por primera vez a la selección, para el mundialito de Brasil en 1972. Fue transferido a El Nacional, donde prosiguió con su racha imparable por la ruta del gol, contribuyendo al título de 1973. Su salida, provocó la incorporación de uno de los mejores centrodelanteros que hallan jugado en el Estadio Bellavista de Ambato. El argentino Juan José De Mario. Era un insigne goleador, de aquellos que pisaban el área y generaban enorme peligro, especialmente, en el juego aéreo. En Ambato, el gol tenía un sello, JJ; luego siguió su carrera en Aucas, sin el mismo suceso. Por aquella época, se recuerda el paso del defensor uruguayo Jorge “Vikingo” Peralta, recio, muy de estilo charrúa en esa posición y del delantero paraguayo Óscar Amarilla, quien se incorporó en lugar de De Mario en 1974, atacante peligroso, sin llegar a la dimensión de su antecesor, incorporándose posteriormente en el Cúcuta Deportivo de Colombia.
Pero, fueron las temporadas de 1987 y 1988, donde Macará realiza muy buenas campañas. En aquel torneo, fue un equipo protagonista. El arco lo cuidaba el experimentado Milton Rodríguez; con varias temporadas a cuestas, aún mantenía sus reflejos intactos, agilidad, pero sobre todo mucha madurez, por lo que garantizaba plenamente el cuidado del pórtico ambateño. La defensa, era liderada por un verdadero cacique: Rodolfo Abalde; este jugador uruguayo, llegó años atrás al América de Quito, era volante pero, con el pasar del tiempo, se fue acomodando en la zaga central y para esa época era todo un “Samurái” tal como lo identificaba la afición. Era un guerrero de combate, incluso su pinta así lo evidenciaba; organizaba a su zaga, llegaba con fuerza y decisión a todas las pelotas, era difícil superarle en el mano a mano, porque marcaba con muchos bríos, a pesar de no ser espigado, se elevaba bien y con frecuencia empujaba al ataque desde atrás, recordando su época de mediocampista, arremetía con peligro en el área rival.
En la línea de volantes, Macará incorporó a un armador soberbio, Germán Leguía Drago. Llegó al equipo con treinta años, es decir, con cuerda en el carrete, para ofrecer esa inmensa gama de fútbol que poseía en sus pies. Con inmenso palmarés, que abarcaba dos copas del mundo con Perú, en 1978 y 1982, varias Copas Libertadores con Universitario del Perú, importantes pasos por el fútbol europeo, Elche de España y Hamm de Alemania, se convirtió en poco tiempo, en un verdadero ídolo de la hinchada ambateña. Su atildado fútbol, capaz de hacer cualquier cosa con sus botines, jugador alto, corpulento, no privilegiaba el despliegue, por el contrario, a veces, parecía jugar parado, pero, era una verdadera aduana en el medio sector, el balón siempre pasaba por él y lo destinaba bien, especialmente, para poner el pase gol, para hacer jugar al equipo o para llegar con un buen remate o un magistral tiro libre. Pero Leguía no estaba solo; tenía el complemento ideal adelante, su compatriota Juan Martín Caballero. Hacían una gran dupla, pues el centro atacante, era rápido y conocía el juego del mundialista. Cuando Germán tenía la pelota, Juan Martín sabía que debía desmarcarse para recibir el pase preciso. Su rapidez, experiencia y frialdad para definir lo convertían en una pesadilla para el arquero y defensores rivales. Esta era la columna vertebral del equipo. Un arquero seguro, un defensor luchador y aguerrido, un maestro del fútbol para conducir y un dardo envenenado en el ataque. Ellos, llevaban el peso de un equipo que aparte de ellos, estaba conformado por obreros del fútbol y por algunos históricos del Técnico Universitario. 
En la defensa, marcaba por derecha el “Chueco” Jorge Triviño, formado en Emelec; recio, fuerte, barría con todo, el típico defensor que aplica el lema de la bola o el jugador. Actuaba de central o lateral. Por el centro, acompañando a Abalde, estaban “El Cacho” Alvear, experimentado jugador cuyas características ya las recordamos en Técnico Universitario o Suárez y por izquierda; “El Flaco” Ángel Buenaño; jugador frío, no tenía muchos recursos técnicos pero por arriba tenía solvencia porque poseía buena talla, además, no se regalaba fácilmente con los amagues de los punteros de ese entonces. 
En el medio campo, el ambateño Cevallos, de condiciones interesantes o Ciro Santillán, talentoso y creativo. Arriba, por las bandas participaban Geovanny Mera, que se conocía de memoria cada centímetro de esa cancha, con su oportunismo y jerarquía, así como Ricardo Vinicio Porras, otro puntero goleador, que sabía cortarse más que desbordar y que frente al arco era muy peligroso. En la temporada 1988, surgió un delantero esmeraldeño, que pintaba como gran suceso, “La Bomba” Valencia, izquierdo potente, arremetedor, rápido y goleador. Hizo varios goles pero luego, temporadas posteriores, se fue diluyendo sin llegar a asentarse en nuestro fútbol. Así pasaron los grandes momentos del ídolo celeste. 
Una década después, se incorporó al equipo el centrodelantero argentino Cristián Botero, hombre que recordaba mucho en su juego al peruano Caballero, con el gol entre ceja y ceja, fue el máximo artillero del torneo de 1999 con 25 goles, devolviendo ese halago a la institución 29 años después de la proeza de Rómulo Dudar Mina. Sin embargo, en los últimos años, al igual que Técnico, los frágiles planteles convirtieron al fútbol ambateño de otrora protagonista a irregulares participantes de los torneos nacionales

### El comienzo en Primera A
Mientras que Macará fue protagonista en los torneos regionales del Ecuador, la introducción del Campeonato Nacional de verlos luchar para encontrar un lugar entre los mejores de principios de los años 60. Me tomó un tiempo para que el equipo se vuelven fuertes y ganar un lugar permanente en la Primera A. Los grandes jugadores en los últimos años '60 y principios y mediados de los '70 como Ítalo Estupiñán, Rómulo Dudar Mina y Polo Carrera hizo el equipo protagonista, a pesar de que fueron condenados al descenso en 1974. Con el tiempo estaría de vuelta en Primera A.

### Década del 80
Con jugadores con clase como los grandes peruanos de todos los tiempos: Germán Leguía, compatriota e internacional Juan Martín Caballero, defensa central uruguayo Rodolfo Abalde y los principales jugadores del Ecuador como Geovanny Mera, Jorge Alvear, Jorge Triviño, Ángel Buenaño, Juan Carlos Suárez, Ricardo Porras, Washington Cevallos y Milton Rodríguez, el equipo se convirtió en serios contendientes al título en los últimos años de la década de los '80 y aunque nunca fueron campeones fueron reconocidos como una gran parte del fútbol nacional, que en varias ocasiones mutilar los mejores equipos del país como Barcelona, Liga de Quito jugó el clásico ambateño con el Técnico Universitario y el verdadero clásico interandino con el Olmedo de Riobamba, este por su historia y desde el fútbol romántico de aquella época, y por la rivalidad existente de toda una vida deportivamente hablando, es un clásico que si bien en los campeonatos oficiales cuentan los puntos a disputar, estos encuentros se los juega por el honor y por la historia Macará y Olmedo dos grandes de Ecuador.

### Décadas del 90 y 2000
A principios de los '90 el equipo perdió consistencia y finalmente descendió a la Serie B en 1991 y luego a la Segunda Categoría en 1992, categoría en la que el equipo se quedaría por cuatro temporadas seguidas hasta que finalmente logró el ascenso a la Serie B en 1996. En 1998 el club ganó el campeonato Serie B, y ascendió a la Serie A, bajo la presidencia de Miller Salazar. El equipo aseguró su permanencia para la temporada 1999 y el centrodelantero Cristián José Bottero terminó como goleador en 1999 en la Serie A; el Macará de Ambato, por tanto, vuelve a Primera División 8 años después de haber abandonado la categoría, consiguiendo un hecho histórico al ascender de Segunda Categoría a Primera Categoría en tres temporadas de 1996 a 1998, emulando al último equipo que lo logró en la temporada de la Serie B de 1994, el Centro Deportivo Olmedo. 
La afición recibió al equipo en el Estadio Bellavista de Ambato en febrero de 1999 en medio de la Fiesta de la fruta y de las flores realizado y efectuado en Ambato, y desde allí se trasladó la cabalgata festiva hasta el Parque Montalvo. Seguidamente se trasladó la fiesta al Estadio Bellavista, llegando a congregarse unas 20 000 personas. En ese mismo mes de ese mismo año, el equipo fue recibido en el Municipio de Ambato y el Consejo Provincial de Tungurahua. 
El regreso del Macará a la Serie A se produjo oficialmente el 7 de marzo de 1999 con el empate 0 a 0 ante El Nacional en el Estadio Bellavista y el 7 de abril de 1999 jugó su primer partido de local luego de ascender ante el Barcelona en un encuentro que ganó con el marcador de 1 a 0 a favor de los guaytambos en el Bellavista. También había un grupo de buenos jugadores incluyendo Daniel Garrido, Juan Ordóñez, Lino Sánchez y Héctor Lautaro Chiriboga, que seguiría siendo para la próxima temporada. Sin embargo, la crisis económica del Ecuador de 1999 y 2000 fue un golpe doloroso para el club, agregó que el jugador clave Lino Sánchez sufrió una lesión que podría terminar su carrera en 2000. Entonces, resultó demasiado para un equipo que tuvo que vender a principios de 2002 sus estrellas Garrido y Patricio Urrutia para permanecer en la Serie A hasta el final de la temporada descendió de categoría. Después de esto, Miller Salazar renunció la presidencia del club ambateño, y sería sucedido por el joven empresario Ricardo Callejas. 
Quien iba a traer y necesita nuevas inversiones y la gestión financiera para que el equipo de adquisición de buenos jugadores en Matías Urbano y Óscar Pacheco, entre otros. Sin embargo, el club vendió a Urbano al Deportivo Quito a mediados de año, debido a los jugadores de nivel superior (que no podía jugar con una liga de división inferior). 
El equipo logró el ascenso a la Serie A en el 2003. En el 2004 fue un año discreto, ya que, a pesar de tener buenos jugadores de Cristián Mora y Óscar Monge, entre otros, fue difícil para el equipo para llegar a la Liguilla Final, y los gastos para traer renombrado entrenador Dusan Draskovic hasta el final de la temporada nuevamente descendió de categoría. 
El equipo logró el ascenso a la Serie A en el 2005. En la temporada 2006 regresó a la Serie A para permanecer en la Serie A hasta el final de la temporada salvó del descenso a los celestes tras golear al Aucas 6 a 0. En el 2007 fue un año discreto hasta el final de la temporada nuevamente salvó del descenso tras golear al Imbabura SC 4 a 1 en Ibarra. En las temporadas 2008 y 2009 el cuadro celeste clasificó a la liguilla por 2 veces consecutivas.

### Actualidad
El año 2010 fue de dulce y agraz para el Macará, pues la hinchada cumplió un anhelado sueño, pero a su vez vivió la pena de ver a su equipo alejarse de la élite del fútbol criollo.
Sin embargo, el club vuelve al torneo local obteniendo magros resultados. En los últimos tramos de la competencia termina en posiciones postreras, perdiendo encuentros increíbles como el de Independiente del Valle donde los guaytambos empataron a 1 gol en Bellavista. En este último encuentro, el entrenador Víctor Marchesini ya había presentado su renuncia debido al bajo rendimiento del plantel. Llegaría luego el adiestrador ecuatoriano Carlos Sevilla. Otra dolorosa derrota fue la sufrida, también en calidad de local, frente a Barcelona, por 2 a 1. Por bajo rendimiento del plantel el entrenador Carlos Sevilla había presentado su renuncia dando paso al adiestrador argentino Víctor Riggio. Otra estrepitosa caída fue el empate en calidad de local frente a Espoli, a 1 gol por bando. A estas alturas el entrenador Víctor Riggio presentó su renuncia a su cargo, dejando la dirección técnica del equipo al adiestrado brasileño Janio Pinto (extécnico del Aucas), quien lo dirigiría hasta el final del campeonato.
Con el trasandino en la banca los resultados no mejoraron mucho, pues llegó a la última fecha del torneo en el último lugar de la tabla con 39 puntos, posición que lo sentenciaba al descenso a la Serie B, y con la complicación de jugar su última opción de visita ante El Nacional, a esas alturas, le servía solamente un triunfo y la caída del Independiente del Valle, rival directo en la lucha por no descender a la Serie B. La hazaña no se logró, pues los negriazules cayeron con los toreros y Macará cayó por un marcador de 2 a 1 ante los militares en el Estadio Municipal General Rumiñahui, consecuentemente se dio el descenso directo del ídolo ambateño a la Serie B en un año donde los refuerzos extranjeros no fueron gravitantes en los partidos y el rendimiento del club, tanto de local como de visita, se vio muy mermado.
El 19 de noviembre de 2011 corona su gran campaña consiguiendo el ascenso a la división de honor como subcampeón, al ganar como local por goleada 4-0 al conjunto del recién descendido Liga de Portoviejo, partido jugado en el Estadio Bellavista de Ambato, y con ello, el regreso del cuadro de Tungurahua a la Serie A ecuatoriana.

### Nuevo Descenso a la Serie B
Tras la derrota 4 a 1 contra Liga de Loja, descendió a la Serie B, luego de 2 años y 30 temporadas ininterrumpidas sin descender. Macará vuelve a descender a la Serie B en tres años. El equipo dirigido por Cristián Gómez empató ante Barcelona y con ello se despidió de la máxima categoría del fútbol ecuatoriano.
La primera vez que el cuadro celeste se fue a la Serie B fue en el año 1974 al culminar la primera etapa en la tabla en el octavo puesto. La segunda vez que el equipo celeste se fue a la Serie B fue en el año 1991 al culminar la primera etapa en la tabla en el último puesto. La tercera vez que el cuadro celeste se fue a la Serie B fue en el año 2002 al culminar la segunda etapa en la tabla en el último puesto. La cuarta vez que el equipo celeste se fue a la Serie B fue en el año 2004 al culminar la segunda etapa en la tabla en el noveno puesto. En el 2010, Macará sufrió el mismo destino tras finalizar el campeonato en la casilla 12, una vez más los seguidores celestes veían cómo su equipo bajaba a segunda división luego de más de 14 años.
El domingo 8 de diciembre del 2013 descendieron por sexta vez. 

### Nuevo Ascenso a la Serie A
Tras una estupenda campaña en el 2016 bajo el mando de Paúl Vélez, el 2 de noviembre de 2016 consumó su regreso a primera división tras derrotar a Colón F.C. de Manabí por 2-0, con goles de Ángel Ledesma y Mauricio Muñoz. Juego desarrollado ante más de 5.000 espectadores, lo que significó así en definitiva que Macará jugará su trigésima primera temporada en la Serie A.
Macará de Ambato se proclamó con el título al empatar 2x2 ante Clan Juvenil en la fecha 40 del torneo. A falta de 4 jornadas para concluir el torneo, el ídolo ambateño sumó 80 puntos y se erigió como el monarca del certamen y además selló su clasificación a la Serie A. Jugado el 6 de noviembre de 2016.
El partido se disputó en el Estadio Municipal General Rumiñahui. Carlos Estacio abrió la cuenta para Macará tras concluir en las redes un gran ataque en conjunto. Ángel Ledesma se encargó de ampliar la cuenta a los 33 minutos con definición dentro del área. Clan Juvenil reaccionó en la etapa complementaria, y logró empatar el partido con doblete de Víctor Estupiñán para decretar el definitivo 2x2.

### Temporada 2017: Retorno a Serie A
El 29 de enero de 2017, el Estadio Bellavista acoge nuevamente al 'Ídolo Ambateño'. Al final del juego, el marcador culmina 0-0 dejando un sinsabor en la hinchada. A lo largo del torneo, Macará fue consiguiendo victorias importantes. Sumando ante Barcelona en el Monumental, derrotando a Liga de Quito en la Casa Blanca, a Deportivo Cuenca en la capital azuaya, con triunfos de local ante Barcelona, Emelec, Liga de Quito y El Nacional. Cerró el torneo con 70 unidades quedando en cuarto lugar del Campeonato Nacional.

### Clasificación a Copa Libertadores
El sábado 9 de diciembre, Macará llega a la última fecha con la necesidad de vencer de visita a Barcelona para poder acceder a Copa Libertadores 2018. El cuadro de Paúl Vélez logra lo impensado y con gol de Diego Benítez vence al semifinalista de América 0-1, logrando así, por primera vez en 78 años de vida, su primera clasificación a la Copa Libertadores de América.
El miércoles 20 de diciembre, en Luque, Paraguay, se conoce que Deportivo Táchira será el primer rival de Macará con quién debutará el 22 de enero en Ambato.
El 22 de enero en la Primera Fase de la Copa Libertadores 2018 (partido de ida) debutó empatando a 1 en Estadio Bellavista en Ambato. El primer gol de Macará en la Copa Libertadores fue de Elvis Patta al minuto 17 (El primero en la Copa Libertadores 2018). El partido de vuelta acabó con empate sin goles, así que Macará no logró pasar la primera fase clasificatoria en su debut en la Copa Libertadores.

### Temporada 2022: Descenso a la Serie B
Tras 5 años de éxitos en los cuales se incluyen dos clasificaciones a la Conmebol Libertadores y a la Conmebol Sudamericana, el equipo del Macará, volvió a la Serie B descenso del cual se vio influenciado por malas decisiones tanto dirigenciales como deportivas lo que desembocó que en el partido decisivo ante su clásico rival Técnico Universitario, el ídolo ambateño llegará con escasas chances de permanencia al final sucedió lo que la mayoría de fanáticos celestes temía Macara pierde 3 a 1  y confirma su descenso luego de 5 temporadas en la Serie A.
Una parte a destacar entre tantos errores fue el apoyo incondicional de su hinchada que hasta el último tenían la fe de que el equipo se podía salvar.
Con esto Macará añade a su historia una amarga página de la cual el ídolo ambateño busca recuperarse de la forma más rápida posible.

### Temporada 2023: Ascenso a la Serie A
El equipo celeste tras su retorno a la Serie B en 2023, de la mano de los entrenadores Marcelo Robledo y Boris Fiallos arrancaron firme su campaña, el 21 de septiembre de 2023 en la Fecha 31, después de haber ganado frente a Vargas Torres en Latacunga 2-0, el equipo celeste consiguió el ascenso a la Serie A para la temporada del 2024.

## Uniforme
- Uniforme titular: Camiseta celeste, pantalón azul, medias grises.
- Uniforme alterno: Camiseta azul marino, pantalón azul marino, medias negras.

### Evolución del uniforme titular
| 1939-1941 | 1945; 1947 | 1946 | 1947-1959 | 1960-1968 | 1970-1971 | 1972 | 1973 | 1973-1974 | 1977-1978 |

| 1979-1980 | 1981-1984 | 1985 | 1985-1986 | 1986-1991 | 1995 | 1995-1997 | 1997-1998 | 1999 | 2000 |

| 2001 | 2002 | 2004 | 2005 | 2006 | 2007 | 2008 | 2009 | 2010 | 2011 |

| 2012 | 2013 | 2014 | 2015 | 2016 | 2017 | 2018 | 2019 | 2019 | 2020 |

| 2021 | 2022 | 2023 | 2024 |

### Evolución del uniforme alterno
| 2006 | 2007 | 2008 | 2009 | 2010 | 2011 | 2012 | 2013 | 2014 | 2015 |

| 2016 | 2017 | 2018 | 2019 | 2020 | 2021 | 2022 | 2024 |

### Evolución del tercer uniforme
| 2019 | 2020 | 2021 | 2022 | 2023 | 2024 |

### Modelos especiales
| Copa Libertadores 2018 Titular | Copa Libertadores 2018 Alterno | Copa Sudamericana 2019 | Copa Libertadores 2020 | Copa Sudamericana 2021 |

### Auspiciantes
| Indumentaria  |                       |
| Período       | Proveedor             |
| 1979-1994     | Sin Marca             |
| 1995          | Offside               |
| 1995-1997     | Textiles del Pacífico |
| 1997-1998     |                       |
| 1999-2000     |                       |
| 2001-2003     |                       |
| 2004          |                       |
| 2005          |                       |
| 2006-2008     |                       |
| 2009-2014     |                       |
| 2015          |                       |
| 2016-presente |                       |

| Patrocinador  |                                                     |
| Período       | Patrocinador oficial                                |
| 1979-1983     | Inleche                                             |
| 1984          | Gonzalo Sánchez                                     |
| 1985-1988     | Banco del Tungurahua                                |
| 1989          | Sin Patrocinador                                    |
| 1990          | FAIRIS                                              |
| 1991-1993     | Sin Patrocinador                                    |
| 1994          | Finambato                                           |
| 1995          | Offside                                             |
| 1995-1996     | Banco del Tungurahua                                |
| 1996-1997     | Banco Solidario                                     |
| 1997          | Sin Patrocinador                                    |
| 1997-1998     | Pilsener                                            |
| 1999-2005     | Banco Pichincha                                     |
| 2006          | Sin Patrocinador                                    |
| 2006          | Banco Pichincha                                     |
| 2007          | Sunny                                               |
| 2008          | Daihatsu                                            |
| 2009          | Makrotubo                                           |
| 2010          | BYD Auto                                            |
| 2011-2021     | Cooperativa de Ahorro y Crédito San Francisco Ltda. |
| 2022          | Bet593 Lotería Nacional                             |
| 2023          | Cooperativa de Ahorro y Crédito Credil Ltda.        |
| 2024          | Universidad Indoamérica                             |
| 2025-presente | Cooperativa de Ahorro y Crédito San Francisco Ltda. |

## Estadio

### Estadio Bellavista
El Estadio Bellavista, propiedad de la Federación Deportiva de Tungurahua, es el estadio donde juega de local el Macará. Fue inaugurado el 24 de julio de 1945 y posee una capacidad de 16 467 personas reglamentariamente. Se encuentra ubicado en la ciudad de Ambato, en la Av. Bolivariana y Bellavista.

## Rivalidades

### América Sporting Club
El Club Deportivo Macará a lo largo de su historia futbolística ha tenido distintas rivalidades con varios equipos de su cercanía, en sus comienzos con el América Sporting Club y el denominado "Clásico Ambateño de antaño" teniendo su primer enfrentamiento en la final del Torneo de Ambato de 1945, mismo torneo en el que Macará se consagraría campeón, este clásico a pesar de ya no ser disputado desde hace ya varios años, es considerado para algunos de sus hinchas como el único y verdadero pues en su tiempo estuvo marcado por partidos llenos de ardua lucha y honor, pero siempre disputados bajo marcos de cordialidad y profundo respeto.
Tras las malas campañas del América de Ambato este clásico fue perdiendo fuerza, hasta que finalmente con el descenso del América de Ambato y su posterior bajón a Segunda Categoría no hizo nada más que dejar esta rivalidad como un recuerdo del pasado.

### Centro Deportivo Olmedo
Si de clásicos se hablan, la historia del Macará - Olmedo es una de las más interesantes, pues, todos sus partidos han sido bastante bravos tanto dentro como fuera de la cancha  teniendo a varios encuentros que han sido memorables y que datan desde el fútbol romántico del Ecuador de los años 50 y que luego ya en el profesionalismo, ambos equipos acrecentaron su rivalidad, constituyéndose por su historia y tradición de estos equipos en un verdadero clásico hoy con justicia llamado el Clásico Interandino.
Tras las malas campañas del Olmedo de Riobamba este clásico fue perdiendo fuerza, hasta que finalmente con el descenso del Olmedo de Riobamba y su posterior bajón a Segunda Categoría no hizo nada más que dejar esta rivalidad como un recuerdo del pasado.

### Club Técnico Universitario
El denominado "Nuevo Clásico Ambateño" tuvo su concepción durante los años 1970, pues en ese entonces el América de Ambato atravesaba una fuerte crisis institucional y económica, donde se necesitaría algo más que esfuerzos deportivos, al mismo tiempo por ese entonces la Universidad Técnica de Ambato decidió crear un equipo de futbol para disputar en la Segunda Categoría de Tungurahua y aunque en sus comienzos no tuvo mayor relevancia, en años posteriores ambos clubes supieron mantener reñidos encuentros que prácticamente dividieron a la ciudad de Ambato en los colores celeste y rojo.
El primer encuentro registrado entre ambos se dio en un amistoso que fue disputado el 3 de marzo de 1974 donde el resultado sería favorable para Macará que marcaría por intermedio de Dudar Mina en dos oportunidades, Enrique Garrido y "el chino" Toro completaron los cuatro goles frente a los dos goles conseguidos por Espinoza del cuadro del Técnico Universitario.
Con el Descenso de Macará a la Serie B de Ecuador hasta el Ascenso de Macará a la Serie A de Ecuador en la temporada 2023, el Clásico Ambateño entró en receso.

## Instalaciones

### Complejo Deportivo La Providencia
El complejo deportivo de la institución se encuentra ubicado en el sector La Providencia del cantón Tisaleo y cuenta con cinco canchas reglamentarias de fútbol, habitaciones para hospedar a sus jugadores, camerino, área social, sala de prensa, entre otros lugares de utilidad para el equipo principal y las divisiones menores.

## Datos del club
- Puesto histórico: 9.°[6]
- Temporadas en Serie A: 38 (1960-1961, 1963-1964, 1966-1968, 1970, 1971-1974-I, 1986-1991-I, 1999-2002, 2004, 2006-2010, 2012-2013, 2017-2022, 2024-presente).[7]
- Temporadas en Serie B: 18 (1971, 1974-II, 1976-1977, 1980-1982, 1991-II-1992, 1997-1998, 2003, 2005, 2011, 2014-2016, 2023).[7]
- Temporadas en Segunda Categoría: 11 (1969, 1975, 1978-1979, 1983-1985, 1993-1996).
- Mejor puesto en la liga: 3.° (2019).
- Peor puesto en la liga: 15.° (2022).
- Mayor goleada a favor en torneos nacionales:
  - 8 - 0 contra Liga de Portoviejo (26 de diciembre de 1970).[8]
- Mayor goleada a favor en torneos internacionales:
  - 3 - 0 contra Guabirá de Bolivia (28 de febrero de 2019) (Conmebol Sudamericana 2019).[9]
- Mayor goleada en contra en torneos nacionales:
  - 8 - 0 contra América de Quito (24 de septiembre de 1966).[10]
- Máximo goleador histórico: Cristián Bottero (61 goles anotados en partidos oficiales).[11]
- Máximo goleador en torneos nacionales: Cristián Bottero (61 goles).[11]
- Máximo goleador en torneos internacionales: Michael Estrada (3 goles).
- Primer partido en torneos nacionales:
  - Everest 3 - 4 Macará (16 de octubre de 1960 en el Estadio Modelo Alberto Spencer).[12]
- Primer partido en torneos internacionales:
  - Macará 1 - 1 Deportivo Táchira (22 de enero de 2018 en el Estadio Bellavista) (Conmebol Libertadores 2018).[13]

### Participaciones internacionales
| Competición               | Edición     |
| ------------------------- | ----------- |
| Conmebol Libertadores (2) | 2018, 2020. |
| Conmebol Sudamericana (2) | 2019, 2021. |

Nota: En negrita competiciones vigentes en la actualidad.
| Conmebol Libertadores             | Conmebol Libertadores | Conmebol Libertadores | Conmebol Libertadores | Conmebol Libertadores | Conmebol Libertadores | Conmebol Libertadores | Conmebol Libertadores | Conmebol Libertadores |
| Edición                           | Ronda                 | PJ                    | PG                    | PE                    | PP                    | GF                    | GC                    | Goleador              |
| --------------------------------- | --------------------- | --------------------- | --------------------- | --------------------- | --------------------- | --------------------- | --------------------- | --------------------- |
| Copa de Campeones de América 1960 | Ecuador no participó  | Ecuador no participó  | Ecuador no participó  | Ecuador no participó  | Ecuador no participó  | Ecuador no participó  | Ecuador no participó  | Ecuador no participó  |
| Copa de Campeones de América 1961 | No se clasificó       | No se clasificó       | No se clasificó       | No se clasificó       | No se clasificó       | No se clasificó       | No se clasificó       | No se clasificó       |
| Copa de Campeones de América 1962 | No se clasificó       | No se clasificó       | No se clasificó       | No se clasificó       | No se clasificó       | No se clasificó       | No se clasificó       | No se clasificó       |
| Copa de Campeones de América 1963 | No se clasificó       | No se clasificó       | No se clasificó       | No se clasificó       | No se clasificó       | No se clasificó       | No se clasificó       | No se clasificó       |
| Copa de Campeones de América 1964 | No se clasificó       | No se clasificó       | No se clasificó       | No se clasificó       | No se clasificó       | No se clasificó       | No se clasificó       | No se clasificó       |
| Copa Libertadores 1965            | No se clasificó       | No se clasificó       | No se clasificó       | No se clasificó       | No se clasificó       | No se clasificó       | No se clasificó       | No se clasificó       |
| Copa Libertadores 1966            | No se clasificó       | No se clasificó       | No se clasificó       | No se clasificó       | No se clasificó       | No se clasificó       | No se clasificó       | No se clasificó       |
| Copa Libertadores 1967            | No se clasificó       | No se clasificó       | No se clasificó       | No se clasificó       | No se clasificó       | No se clasificó       | No se clasificó       | No se clasificó       |
| Copa Libertadores 1968            | No se clasificó       | No se clasificó       | No se clasificó       | No se clasificó       | No se clasificó       | No se clasificó       | No se clasificó       | No se clasificó       |
| Copa Libertadores 1969            | No se clasificó       | No se clasificó       | No se clasificó       | No se clasificó       | No se clasificó       | No se clasificó       | No se clasificó       | No se clasificó       |
| Copa Libertadores 1970            | No se clasificó       | No se clasificó       | No se clasificó       | No se clasificó       | No se clasificó       | No se clasificó       | No se clasificó       | No se clasificó       |
| Copa Libertadores 1971            | No se clasificó       | No se clasificó       | No se clasificó       | No se clasificó       | No se clasificó       | No se clasificó       | No se clasificó       | No se clasificó       |
| Copa Libertadores 1972            | No se clasificó       | No se clasificó       | No se clasificó       | No se clasificó       | No se clasificó       | No se clasificó       | No se clasificó       | No se clasificó       |
| Copa Libertadores 1973            | No se clasificó       | No se clasificó       | No se clasificó       | No se clasificó       | No se clasificó       | No se clasificó       | No se clasificó       | No se clasificó       |
| Copa Libertadores 1974            | No se clasificó       | No se clasificó       | No se clasificó       | No se clasificó       | No se clasificó       | No se clasificó       | No se clasificó       | No se clasificó       |
| Copa Libertadores 1975            | No se clasificó       | No se clasificó       | No se clasificó       | No se clasificó       | No se clasificó       | No se clasificó       | No se clasificó       | No se clasificó       |
| Copa Libertadores 1976            | No se clasificó       | No se clasificó       | No se clasificó       | No se clasificó       | No se clasificó       | No se clasificó       | No se clasificó       | No se clasificó       |
| Copa Libertadores 1977            | No se clasificó       | No se clasificó       | No se clasificó       | No se clasificó       | No se clasificó       | No se clasificó       | No se clasificó       | No se clasificó       |
| Copa Libertadores 1978            | No se clasificó       | No se clasificó       | No se clasificó       | No se clasificó       | No se clasificó       | No se clasificó       | No se clasificó       | No se clasificó       |
| Copa Libertadores 1979            | No se clasificó       | No se clasificó       | No se clasificó       | No se clasificó       | No se clasificó       | No se clasificó       | No se clasificó       | No se clasificó       |
| Copa Libertadores 1980            | No se clasificó       | No se clasificó       | No se clasificó       | No se clasificó       | No se clasificó       | No se clasificó       | No se clasificó       | No se clasificó       |
| Copa Libertadores 1981            | No se clasificó       | No se clasificó       | No se clasificó       | No se clasificó       | No se clasificó       | No se clasificó       | No se clasificó       | No se clasificó       |
| Copa Libertadores 1982            | No se clasificó       | No se clasificó       | No se clasificó       | No se clasificó       | No se clasificó       | No se clasificó       | No se clasificó       | No se clasificó       |
| Copa Libertadores 1983            | No se clasificó       | No se clasificó       | No se clasificó       | No se clasificó       | No se clasificó       | No se clasificó       | No se clasificó       | No se clasificó       |
| Copa Libertadores 1984            | No se clasificó       | No se clasificó       | No se clasificó       | No se clasificó       | No se clasificó       | No se clasificó       | No se clasificó       | No se clasificó       |
| Copa Libertadores 1985            | No se clasificó       | No se clasificó       | No se clasificó       | No se clasificó       | No se clasificó       | No se clasificó       | No se clasificó       | No se clasificó       |
| Copa Libertadores 1986            | No se clasificó       | No se clasificó       | No se clasificó       | No se clasificó       | No se clasificó       | No se clasificó       | No se clasificó       | No se clasificó       |
| Copa Libertadores 1987            | No se clasificó       | No se clasificó       | No se clasificó       | No se clasificó       | No se clasificó       | No se clasificó       | No se clasificó       | No se clasificó       |
| Copa Libertadores 1988            | No se clasificó       | No se clasificó       | No se clasificó       | No se clasificó       | No se clasificó       | No se clasificó       | No se clasificó       | No se clasificó       |
| Copa Libertadores 1989            | No se clasificó       | No se clasificó       | No se clasificó       | No se clasificó       | No se clasificó       | No se clasificó       | No se clasificó       | No se clasificó       |
| Copa Libertadores 1990            | No se clasificó       | No se clasificó       | No se clasificó       | No se clasificó       | No se clasificó       | No se clasificó       | No se clasificó       | No se clasificó       |
| Copa Libertadores 1991            | No se clasificó       | No se clasificó       | No se clasificó       | No se clasificó       | No se clasificó       | No se clasificó       | No se clasificó       | No se clasificó       |
| Copa Libertadores 1992            | No se clasificó       | No se clasificó       | No se clasificó       | No se clasificó       | No se clasificó       | No se clasificó       | No se clasificó       | No se clasificó       |
| Copa Libertadores 1993            | No se clasificó       | No se clasificó       | No se clasificó       | No se clasificó       | No se clasificó       | No se clasificó       | No se clasificó       | No se clasificó       |
| Copa Libertadores 1994            | No se clasificó       | No se clasificó       | No se clasificó       | No se clasificó       | No se clasificó       | No se clasificó       | No se clasificó       | No se clasificó       |
| Copa Libertadores 1995            | No se clasificó       | No se clasificó       | No se clasificó       | No se clasificó       | No se clasificó       | No se clasificó       | No se clasificó       | No se clasificó       |
| Copa Libertadores 1996            | No se clasificó       | No se clasificó       | No se clasificó       | No se clasificó       | No se clasificó       | No se clasificó       | No se clasificó       | No se clasificó       |
| Copa Libertadores 1997            | No se clasificó       | No se clasificó       | No se clasificó       | No se clasificó       | No se clasificó       | No se clasificó       | No se clasificó       | No se clasificó       |
| Copa Libertadores 1998            | No se clasificó       | No se clasificó       | No se clasificó       | No se clasificó       | No se clasificó       | No se clasificó       | No se clasificó       | No se clasificó       |
| Copa Libertadores 1999            | No se clasificó       | No se clasificó       | No se clasificó       | No se clasificó       | No se clasificó       | No se clasificó       | No se clasificó       | No se clasificó       |
| Copa Libertadores 2000            | No se clasificó       | No se clasificó       | No se clasificó       | No se clasificó       | No se clasificó       | No se clasificó       | No se clasificó       | No se clasificó       |
| Copa Libertadores 2001            | No se clasificó       | No se clasificó       | No se clasificó       | No se clasificó       | No se clasificó       | No se clasificó       | No se clasificó       | No se clasificó       |
| Copa Libertadores 2002            | No se clasificó       | No se clasificó       | No se clasificó       | No se clasificó       | No se clasificó       | No se clasificó       | No se clasificó       | No se clasificó       |
| Copa Libertadores 2003            | No se clasificó       | No se clasificó       | No se clasificó       | No se clasificó       | No se clasificó       | No se clasificó       | No se clasificó       | No se clasificó       |
| Copa Libertadores 2004            | No se clasificó       | No se clasificó       | No se clasificó       | No se clasificó       | No se clasificó       | No se clasificó       | No se clasificó       | No se clasificó       |
| Copa Libertadores 2005            | No se clasificó       | No se clasificó       | No se clasificó       | No se clasificó       | No se clasificó       | No se clasificó       | No se clasificó       | No se clasificó       |
| Copa Libertadores 2006            | No se clasificó       | No se clasificó       | No se clasificó       | No se clasificó       | No se clasificó       | No se clasificó       | No se clasificó       | No se clasificó       |
| Copa Libertadores 2007            | No se clasificó       | No se clasificó       | No se clasificó       | No se clasificó       | No se clasificó       | No se clasificó       | No se clasificó       | No se clasificó       |
| Copa Libertadores 2008            | No se clasificó       | No se clasificó       | No se clasificó       | No se clasificó       | No se clasificó       | No se clasificó       | No se clasificó       | No se clasificó       |
| Copa Libertadores 2009            | No se clasificó       | No se clasificó       | No se clasificó       | No se clasificó       | No se clasificó       | No se clasificó       | No se clasificó       | No se clasificó       |
| Copa Libertadores 2010            | No se clasificó       | No se clasificó       | No se clasificó       | No se clasificó       | No se clasificó       | No se clasificó       | No se clasificó       | No se clasificó       |
| Copa Libertadores 2011            | No se clasificó       | No se clasificó       | No se clasificó       | No se clasificó       | No se clasificó       | No se clasificó       | No se clasificó       | No se clasificó       |
| Copa Libertadores 2012            | No se clasificó       | No se clasificó       | No se clasificó       | No se clasificó       | No se clasificó       | No se clasificó       | No se clasificó       | No se clasificó       |
| Copa Libertadores 2013            | No se clasificó       | No se clasificó       | No se clasificó       | No se clasificó       | No se clasificó       | No se clasificó       | No se clasificó       | No se clasificó       |
| Copa Libertadores 2014            | No se clasificó       | No se clasificó       | No se clasificó       | No se clasificó       | No se clasificó       | No se clasificó       | No se clasificó       | No se clasificó       |
| Copa Libertadores 2015            | No se clasificó       | No se clasificó       | No se clasificó       | No se clasificó       | No se clasificó       | No se clasificó       | No se clasificó       | No se clasificó       |
| Copa Libertadores 2016            | No se clasificó       | No se clasificó       | No se clasificó       | No se clasificó       | No se clasificó       | No se clasificó       | No se clasificó       | No se clasificó       |
| Conmebol Libertadores 2017        | No se clasificó       | No se clasificó       | No se clasificó       | No se clasificó       | No se clasificó       | No se clasificó       | No se clasificó       | No se clasificó       |
| Conmebol Libertadores 2018        | Primera fase          | 2                     | 0                     | 2                     | 0                     | 1                     | 1                     | Elvis Patta : 1       |
| Conmebol Libertadores 2019        | No se clasificó       | No se clasificó       | No se clasificó       | No se clasificó       | No se clasificó       | No se clasificó       | No se clasificó       | No se clasificó       |
| Conmebol Libertadores 2020        | Segunda fase          | 2                     | 0                     | 0                     | 2                     | 0                     | 2                     |                       |
| Conmebol Libertadores 2021        | No se clasificó       | No se clasificó       | No se clasificó       | No se clasificó       | No se clasificó       | No se clasificó       | No se clasificó       | No se clasificó       |
| Conmebol Libertadores 2022        | No se clasificó       | No se clasificó       | No se clasificó       | No se clasificó       | No se clasificó       | No se clasificó       | No se clasificó       | No se clasificó       |
| Conmebol Libertadores 2023        | No se clasificó       | No se clasificó       | No se clasificó       | No se clasificó       | No se clasificó       | No se clasificó       | No se clasificó       | No se clasificó       |
| Conmebol Libertadores 2024        | No se clasificó       | No se clasificó       | No se clasificó       | No se clasificó       | No se clasificó       | No se clasificó       | No se clasificó       | No se clasificó       |
| Conmebol Libertadores 2025        | No se clasificó       | No se clasificó       | No se clasificó       | No se clasificó       | No se clasificó       | No se clasificó       | No se clasificó       | No se clasificó       |
| Total                             |                       | 4                     | 0                     | 2                     | 2                     | 1                     | 3                     | Elvis Patta : 1       |

| Conmebol Sudamericana      | Conmebol Sudamericana | Conmebol Sudamericana | Conmebol Sudamericana | Conmebol Sudamericana | Conmebol Sudamericana | Conmebol Sudamericana | Conmebol Sudamericana | Conmebol Sudamericana              |
| Edición                    | Ronda                 | PJ                    | PG                    | PE                    | PP                    | GF                    | GC                    | Goleador                           |
| -------------------------- | --------------------- | --------------------- | --------------------- | --------------------- | --------------------- | --------------------- | --------------------- | ---------------------------------- |
| Copa Sudamericana 2002     | No se clasificó       | No se clasificó       | No se clasificó       | No se clasificó       | No se clasificó       | No se clasificó       | No se clasificó       | No se clasificó                    |
| Copa Sudamericana 2003     | No se clasificó       | No se clasificó       | No se clasificó       | No se clasificó       | No se clasificó       | No se clasificó       | No se clasificó       | No se clasificó                    |
| Copa Sudamericana 2004     | No se clasificó       | No se clasificó       | No se clasificó       | No se clasificó       | No se clasificó       | No se clasificó       | No se clasificó       | No se clasificó                    |
| Copa Sudamericana 2005     | No se clasificó       | No se clasificó       | No se clasificó       | No se clasificó       | No se clasificó       | No se clasificó       | No se clasificó       | No se clasificó                    |
| Copa Sudamericana 2006     | No se clasificó       | No se clasificó       | No se clasificó       | No se clasificó       | No se clasificó       | No se clasificó       | No se clasificó       | No se clasificó                    |
| Copa Sudamericana 2007     | No se clasificó       | No se clasificó       | No se clasificó       | No se clasificó       | No se clasificó       | No se clasificó       | No se clasificó       | No se clasificó                    |
| Copa Sudamericana 2008     | No se clasificó       | No se clasificó       | No se clasificó       | No se clasificó       | No se clasificó       | No se clasificó       | No se clasificó       | No se clasificó                    |
| Copa Sudamericana 2009     | No se clasificó       | No se clasificó       | No se clasificó       | No se clasificó       | No se clasificó       | No se clasificó       | No se clasificó       | No se clasificó                    |
| Copa Sudamericana 2010     | No se clasificó       | No se clasificó       | No se clasificó       | No se clasificó       | No se clasificó       | No se clasificó       | No se clasificó       | No se clasificó                    |
| Copa Sudamericana 2011     | No se clasificó       | No se clasificó       | No se clasificó       | No se clasificó       | No se clasificó       | No se clasificó       | No se clasificó       | No se clasificó                    |
| Copa Sudamericana 2012     | No se clasificó       | No se clasificó       | No se clasificó       | No se clasificó       | No se clasificó       | No se clasificó       | No se clasificó       | No se clasificó                    |
| Copa Sudamericana 2013     | No se clasificó       | No se clasificó       | No se clasificó       | No se clasificó       | No se clasificó       | No se clasificó       | No se clasificó       | No se clasificó                    |
| Copa Sudamericana 2014     | No se clasificó       | No se clasificó       | No se clasificó       | No se clasificó       | No se clasificó       | No se clasificó       | No se clasificó       | No se clasificó                    |
| Copa Sudamericana 2015     | No se clasificó       | No se clasificó       | No se clasificó       | No se clasificó       | No se clasificó       | No se clasificó       | No se clasificó       | No se clasificó                    |
| Copa Sudamericana 2016     | No se clasificó       | No se clasificó       | No se clasificó       | No se clasificó       | No se clasificó       | No se clasificó       | No se clasificó       | No se clasificó                    |
| Conmebol Sudamericana 2017 | No se clasificó       | No se clasificó       | No se clasificó       | No se clasificó       | No se clasificó       | No se clasificó       | No se clasificó       | No se clasificó                    |
| Conmebol Sudamericana 2018 | No se clasificó       | No se clasificó       | No se clasificó       | No se clasificó       | No se clasificó       | No se clasificó       | No se clasificó       | No se clasificó                    |
| Conmebol Sudamericana 2019 | Segunda fase          | 4                     | 3                     | 0                     | 1                     | 8                     | 4                     | Michael Estrada: 3                 |
| Conmebol Sudamericana 2020 | No se clasificó       | No se clasificó       | No se clasificó       | No se clasificó       | No se clasificó       | No se clasificó       | No se clasificó       | No se clasificó                    |
| Conmebol Sudamericana 2021 | Primera fase          | 2                     | 0                     | 1                     | 1                     | 2                     | 4                     | Muriel Orlando y Jhon Santacruz: 1 |
| Conmebol Sudamericana 2022 | No se clasificó       | No se clasificó       | No se clasificó       | No se clasificó       | No se clasificó       | No se clasificó       | No se clasificó       | No se clasificó                    |
| Conmebol Sudamericana 2023 | No se clasificó       | No se clasificó       | No se clasificó       | No se clasificó       | No se clasificó       | No se clasificó       | No se clasificó       | No se clasificó                    |
| Conmebol Sudamericana 2024 | No se clasificó       | No se clasificó       | No se clasificó       | No se clasificó       | No se clasificó       | No se clasificó       | No se clasificó       | No se clasificó                    |
| Conmebol Sudamericana 2025 | No se clasificó       | No se clasificó       | No se clasificó       | No se clasificó       | No se clasificó       | No se clasificó       | No se clasificó       | No se clasificó                    |
| Total                      |                       | 6                     | 3                     | 1                     | 2                     | 10                    | 8                     | Michael Estrada: 3                 |

### Resumen estadístico
- Última actualización: 14 de julio de 2021.

| Competición                      | Part | PJ   | PG  | PE  | PP  | GF   | GC   | DG   | PTS  | Mejor resultado  |
| -------------------------------- | ---- | ---- | --- | --- | --- | ---- | ---- | ---- | ---- | ---------------- |
| Torneos nacionales               |      |      |     |     |     |      |      |      |      |                  |
| Campeonato Ecuatoriano de Fútbol | 35   | 1076 | 336 | 308 | 426 | 1319 | 1537 | -218 | 1316 | 3°               |
| Copa Ecuador                     | 1    | 4    | 3   | 0   | 1   | 7    | 5    | +2   | 9    | Octavos de final |
| Torneos internacionales          |      |      |     |     |     |      |      |      |      |                  |
| Conmebol Libertadores            | 2    | 4    | 0   | 2   | 2   | 1    | 3    | -2   | 2    | Segunda fase     |
| Conmebol Sudamericana            | 2    | 6    | 3   | 1   | 2   | 10   | 8    | +2   | 10   | Segunda fase     |
| Total                            | 40   | 1090 | 342 | 311 | 431 | 1337 | 1553 | -216 | 1337 |                  |

## Jugadores

### Plantilla 2025
- Última actualización: 29 de junio de 2025.

#### Altas y bajas primer semestre 2025
- Última actualización: 22 de febrero de 2025.

| Altas             |                |                       |       |
| Jugador           | Posición       | Procedencia           | Tipo  |
| Luis Ayala        | Defensa        | Mushuc Runa           | Libre |
| Nahuel Arena      | Defensa        | Ferro                 | Libre |
| Bryan Caicedo     | Defensa        | Libertad              | Libre |
| Leonar Espinoza   | Defensa        | Imbabura              | Libre |
| Gastón Blanc      | Centrocampista | Portuguesa            | Libre |
| José Luis Cazares | Centrocampista | Técnico Universitario | Libre |
| Antony Cheré      | Delantero      | El Nacional           | Libre |
| Federico Paz      | Delantero      | Imbabura              | Libre |

| Bajas                 |                |                       |                 |
| Jugador               | Posición       | Destino               | Tipo            |
| Jonathan Villafuerte  | Guardameta     | Técnico Universitario | Fin de contrato |
| Ronaldo Lora          | Defensa        | Bandera de ?          | Fin de contrato |
| Jorge Valdez Chamorro | Centrocampista | Bandera de ?          | Fin de contrato |
| Joseph Espinoza       | Centrocampista | Liga de Quito         | Fin de cesión   |
| Joffre Escobar        | Delantero      | Alianza Universidad   | Fin de contrato |

### Goleadores

#### Máximos goleadores históricos
| N.° | Jugador          | Temporadas             | Goles |
| --- | ---------------- | ---------------------- | ----- |
| 1   | Cristián Bottero | 1999-2000 y 2006-2007. | 61    |
| 2   | Rómulo Dudar     | 1970-1974.             | 48    |
| 3   | Juan Tévez       | 2017-2018              | 35    |
| 4   | Ricardo Espala   | 1985-1987.             | 34    |

#### Goleadores en Campeonato Ecuatoriano de Fútbol
| N.° | Jugador          | Temporada | Goles |
| --- | ---------------- | --------- | ----- |
| 1   | Rómulo Dudar     | 1970      | 19    |
| 2   | Cristián Bottero | 1999      | 25    |

Fuente: RSSSF

#### Goleadores en Campeonato Interandino
| N.° | Jugador           | Temporada | Goles |
| --- | ----------------- | --------- | ----- |
| 1   | Epifanio Brizuela | 1960      | 15    |

Fuente: RSSSF

## Entrenadores
- Juan Urquiza (7 de agosto de 2007 - 7 de octubre de 2007)
- Jaime de la Pava (27 de diciembre de 2007 - 5 de marzo de 2008)
- Mario Jacquet (15 de abril de 2008 - 8 de abril de 2009)
- Víctor Marchesini (12 de abril de 2009 - 15 de marzo de 2010)
- Carlos Sevilla Dalgo (16 de marzo de 2010 - 29 de junio de 2010)
- Boris Fiallos (29 de junio de 2010 - 6  de julio de 2010)
- Víctor Riggio (6 de julio de 2010 - 14 de septiembre de 2010)
- Janio Pinto (14 de septiembre de 2010 - 11 de junio de 2011)
- Homero Mistral Valencia (8 de junio de 2011 - 8 de julio de 2012)
- Fabián Bustos (10 de julio de 2012 – 29 de abril de 2013)
- Armando Osma (29 de abril de 2013 – 22 de octubre de 2013)
- Óscar Pacheco (23 de octubre de 2013 – 8 d3 noviembre de 2013)
- Christian Gómez (8 de noviembre de 2013 - 31 de diciembre de 2013)
- Luis Espinel (11 de enero de 2014 - 4 de julio de 2014)
- Christian Gómez (4 de julio de 2014 - 11 de junio de 2015)
- Fernando Salazar (11 de junio de 2015 - 14 de junio de 2015)
- Marcelo Straccia (15 de junio de 2015 - 31 de diciembre de 2016)
- Paúl Vélez (1 de enero de 2017 - 25 de diciembre de 2020)
- Eduardo Favaro (25 de diciembre de 2020 - 1 de agosto de 2021)
- Paúl Vélez (9 de agosto de 2021 - 31 de julio de 2022)
- Marcelo Fleitas (31 de julio de 2022 - 29 de diciembre de 2022)
- Marcelo Robledo (29 de diciembre de 2022 - 7 de abril de 2023)
- Boris Fiallos (8 de abril de 2023 - 30 de octubre de 2023)
- Álex Pallarés (17 de noviembre de 2023 - 11 de abril de 2025)

## Palmarés

### Torneos nacionales
| Competición                      | Títulos                          | Subcampeonatos |
| -------------------------------- | -------------------------------- | -------------- |
| Serie B de Ecuador (5/2)         | 1971, 1998, 2005-C, 2016, 2023.  | 2003, 2011.    |
| Segunda Categoría de Ecuador (4) | 1975, 1979, 1985, 1996. (récord) |                |

### Torneos provinciales
| Competición                              | Títulos                                                                   | Subcampeonatos |
| ---------------------------------------- | ------------------------------------------------------------------------- | -------------- |
| Campeonato Profesional de Tungurahua (5) | 1962, 1963, 1964, 1966, 1967. (Récord)                                    |                |
| Segunda Categoría de Tungurahua (9)      | 1969, 1975, 1979, 1983, 1984, 1985, 1994, 1995, 1996. (Récord compartido) |                |

### Torneos amistosos
| Torneos nacionales                                     |         |                |
| Competición                                            | Títulos | Subcampeonatos |
| Copa Presidente de la República "Galo Plaza Lasso" (1) | 1948.   |                |
| Triangular de la Confraternidad (1)                    | 1970.   |                |
| Torneos internacionales                                |         |                |
| Competición                                            | Títulos | Subcampeonatos |
| Cuadrangular Internacional de Las Luces (1)            | 1995.   |                |